# 李舜臣級駆逐艦
忠武公李舜臣級駆逐艦（チュンムゴンイスンシンきゅうくちくかん、英語: Chungmugong Yi Sun-sin class destroyers）は、大韓民国海軍の駆逐艦の艦級。計画名はKDX-II。建造単価は3億8,500万ドル。
張保皐級潜水艦（209型潜水艦の韓国海軍仕様）に同表記（ハングル）、同音の艦（李純信、Lee Sun Sin、舜臣の部下だった武将）があるため、「忠武公」が加えられている。

## 来歴
大韓民国海軍では、1970年前後にフレッチャー級駆逐艦を導入して艦隊駆逐艦の運用に着手したのち、1980年代には更にFRAM改修型のアレン・M・サムナー級、ギアリング級を導入し、洋上作戦能力の強化を図っていた。
一方、1970年代に朴正煕政権が発表した「自己完結型の国防力整備を目指した8ヶ年計画」に基づき、戦闘艦の国産化が着手され、まず東海級コルベットや蔚山級フリゲートが建造された。続いて駆逐艦の建造が着手され、当初の計画では最大20隻の建造が予定されたものの、計画は遅延したうえに諸般事情で削減され、1998年から2000年にかけてKDX-1型（広開土大王級）3隻が建造されるに留まった。
そしてKDX-1に続き、韓国初の防空艦として計画されたのが本級である。1995年まで海軍による概念設計が行われた後、1996年に現代重工業と基本設計契約が締結された。ただし海軍の契約方式が1997年より競争契約に変更されたこともあり、1999年に詳細設計及び建造契約を勝ち取ったのは大宇造船海洋であった。1996年末に3隻の建造が認可されたが、最終決定は1998年までずれ込んだ。

## 設計

### 船体
本級では外洋作戦能力の向上が求められ、KDX-1型と比して1,200トンの大型化となった。主船体においては、KDX-1型よりも幅広の船型を採用し、同型で問題があった復原性能の改善を図っている。ただし下記の通り、機関は同構成なので、速力は低下した。艦首のシアはそれほど大きくないため、51番砲付近までブルワークが設けられており、ナックルは省かれた。
KDX-1と比して5年の開きがあるためか、全体にステルス性への配慮が導入された。レーダー反射断面積（RCS）を低減するため船体を簡素化し、10度程度の傾斜を付している。上部構造物はKDX-1と共通点が多いが、艦内容積確保のため、艦橋構造物と格納庫が連続するようになっており、側面は上甲板舷側部と一致している。格納庫側面には油圧機構で開閉する扉を設けて、舷梯を格納した。艦橋構造はKDX-1とほぼ同じ高さだが、艦橋本体を1甲板分高い位置に設けることで、KDX-1の艦橋上にあった不自然な大きさの構造物を縮小している。また前後檣とも、KDX-1のようなラティス構造をやめて、平面で構成される塔型となった。これらの配慮により、RCSは従来型の艦と比して80-90パーセント減少しており、コルベットと同等以下となった。
内火艇は搭載されず、複合艇（RIB）のみとすることで、揚艇機やダビットの重量軽減が図られた。またその他の艤装品も全体に簡略化されており、例えば燃料の受給装置（プローブ・レシーバー）は艦橋後部両舷に装備されているのみで、物資の受給装置はポストとしては設置されていない。
なお本級は、韓国軍艦として初めて女性乗員のための居住区を設けている。

### 機関
主機はKDX-1の構成が踏襲されており、MTU 20V956 TB92ディーゼルエンジンとゼネラル・エレクトリック LM2500ガスタービンエンジンをCODOG方式で組み合わせて、バード・ジョンソン社製の可変ピッチ・プロペラ2軸を駆動する方式とされた。
電源としては、出力800キロワットのディーゼル発電機が4基搭載され、合計出力3,200キロワットを確保した。
機関区画の構成もKDX-1型の方式が踏襲されている。艦型の拡大にともなって船体中央部に余裕ができたこともあり、煙突形状は、KDX-Iでは断面がY字状の複雑なものであったのに対し、シンプルな単煙突に改められている。なお水噴射や外気の混合による赤外線信号抑制装置（Infrared Signature Suppression System, IRSS）を導入し、排気からの赤外線放射の低減を図っている。また水中放射雑音の低減にも配慮されており、振動抑制のため、韓国海軍として初めて弾性マウントを設置した。

## 装備

### C4ISR
戦術情報処理装置として、KDX-1ではBAe-SEMA社がイギリス海軍の23型フリゲート向けに開発したSSCS Mk.7をベースにしたKDCOM-Iを搭載していたが、本級でも、これをもとに発展させたKDCOM-IIを搭載した。SM-2と対潜戦用のコンソールが追加され、コンソールは計10基となった。戦術データ・リンクとしては、KDX-1と同様に、アメリカ合衆国のリットン・インダストリーズ社（現ノースロップ・グラマン・シップ・システムズ）が開発したLNTDSを韓国向けに改正した韓国型NTDS（KNTDS）を搭載している。また本級では、SM-2などの武器管制用として、アメリカ海軍のNTU改修艦と同じWDS Mk.14が搭載された。これらを連接するデータバスはタレス社製である。
レーダーは、長距離捜索用としてアメリカのレイセオン社のAN/SPS-49(v)5を後檣上に、目標捕捉用としてオランダのタレス・ネーデルラント社のMW-08を前檣上に搭載するのはKDX-1と同様だが、対水上捜索レーダーは、国産のSPS-95Kに更新された。
ソナーは、KDX-Iの装備機と同系列のドイツのアトラス社のDSQS-23を搭載するが、KDX-1ではハルドームに収容していたのに対し、本級では、韓国軍艦として初めてバウドームの形態を採用した。また国産のSQR-220K曳航ソナーも搭載されている。

### 武器システム
上記の経緯より、対空兵器は大幅に強化された。KDX-1ではRIM-7P シースパロー個艦防空ミサイルの垂直発射機（VLS）である16セルのMk.48 mod.2を艦橋構造物直前の甲板室に収容したのに対し、本級ではVLSを32セルのMk.41 mod.2に変更し、SM-2MRブロックIIIA艦隊防空ミサイルを収容した。その射撃指揮用としてはSTIR-240追尾レーダー2基を搭載しているが、これにはOT-314Aコミュニケーション・リンクが接続され、これが飛翔中のSM-2に対する指令誘導を行うことから、同時交戦可能な目標の数は、必ずしもイルミネーターの数と同じではない。なお2004年中盤には、太平洋ミサイル試射場においてSM-2での目標撃墜に成功している。また4番艦以降では、後述の国産VLSの後日装備を見込んで、Mk.41 VLSを左舷に寄せて、右舷側に余地を確保した。
また近接防御用には、KDX-1ではゴールキーパー30mmCIWS 2基を搭載していたのに対し、ゴールキーパーを艦後部の1基のみに減じて、艦橋上にはRAM近接防空ミサイルの21連装発射機を搭載している。
対潜兵器としては、当初はKDX-1と同様にMk.46短魚雷の324mm3連装短魚雷発射管（Mk.32）を2基装備していたが、後に国産のK745「青鮫」魚雷（Blue Shark、青鮫、チョンサンオ）に変更された。また後期建造艦3隻は国産のVLS (K-VLS)を24セル増設し、ここに国産の巡航ミサイル「天竜」と対潜ミサイル「紅鮫」を搭載しており、前期建造艦3隻も後に同様に改装した。韓国海軍ではFRAM改修艦でアスロックを運用しなかったことから、これが初の対潜ミサイル装備となり、外洋での対潜戦能力が重視されるようになった象徴的な事例と評される。
艦対艦ミサイルも、当初はKDX-1と同様にハープーンを搭載していたが、後に国産のSSM-700K「海星」が搭載された。艦砲は62口径127mm単装砲（Mk.45 mod.4）を艦首甲板に搭載した。

## 同型艦

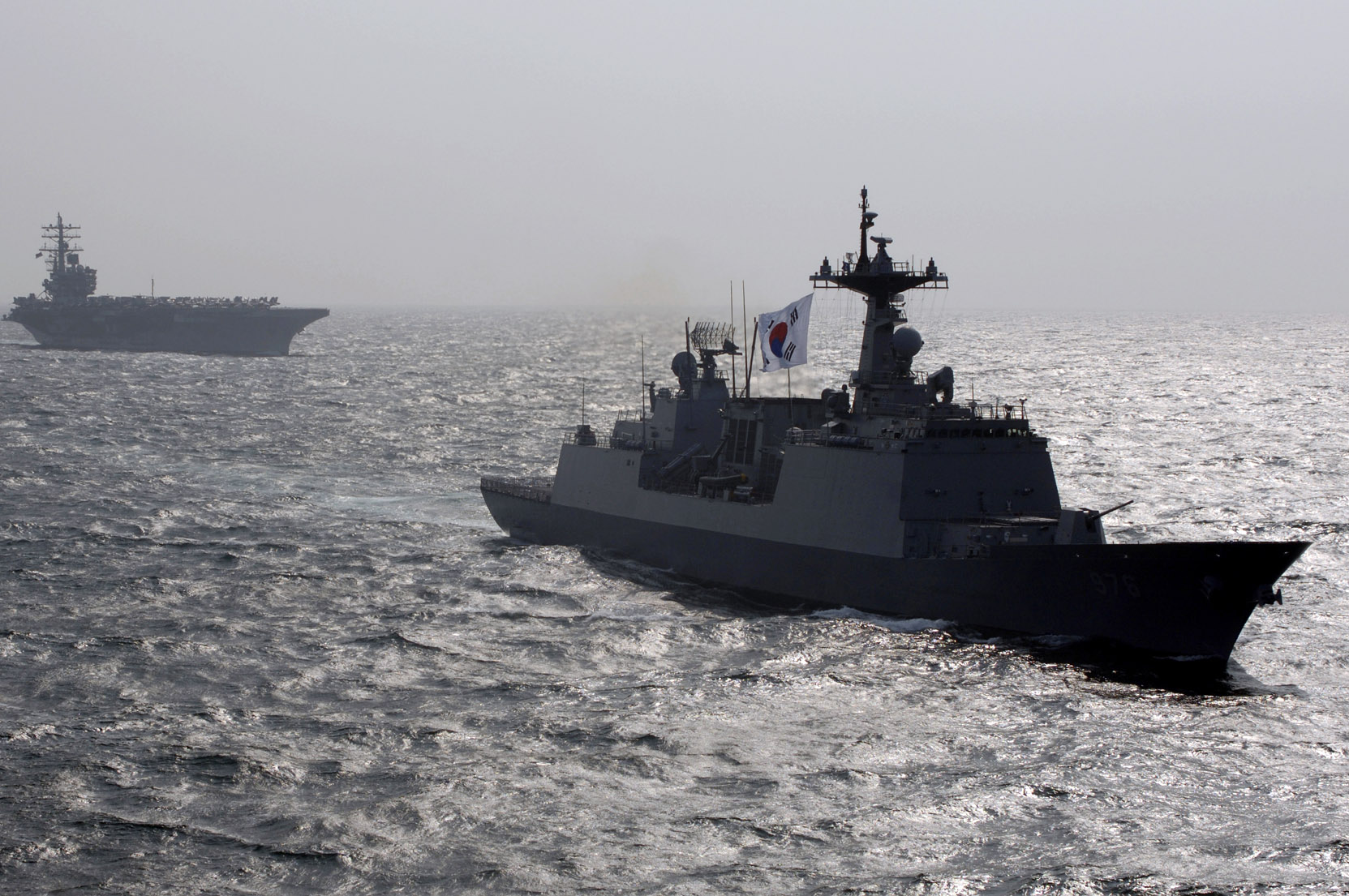
DDH-976 文武大王　CVN-76 ロナルド・レーガン（左奥）

### 一覧表
| 艦番号  | 艦名                                    | 建造                    | 起工           | 進水            | 就役            |
| ------- | --------------------------------------- | ----------------------- | -------------- | --------------- | --------------- |
| DDH-975 | 忠武公李舜臣 (チュンムゴン・イスンシン) | 大宇造船海洋            | 2001年         | 2002年 5月15日  | 2003年 11月30日 |
| DDH-976 | 文武大王 (ムンムデワン)                 | 現代重工業              | 2002年         | 2003年 4月11日  | 2004年 9月30日  |
| DDH-977 | 大祚栄 (テ・ジョヨン)                   | 大宇造船海洋            | 2002年         | 2003年 11月12日 | 2005年 6月30日  |
| DDH-978 | 王建 (ワン・ゴン)                       | 現代重工業              | 2004年 8月17日 | 2005年 5月4日   | 2006年 11月9日  |
| DDH-979 | 姜邯賛 (カン・ガムチャン)               | 大宇造船海洋 玉浦造船所 | 2004年         | 2006年 3月16日  | 2007年 10月1日  |
| DDH-981 | 崔瑩 (チェ・ヨン)                       | 現代重工業              | 2005年         | 2006年 10月20日 | 2008年 9月4日   |

### 運用史
2011年9月時点で、運用開始10年未満にもかかわらず、部品の共食い整備が繰り返し行われていることが韓国国会国防委員会のソン・ヨンソン議員の指摘により判明した。
2013年10月時点で、朝鮮半島で戦争が勃発した際にすぐに投入可能な忠武公李舜臣級は2隻であるとされた。6隻の忠武公李舜臣級駆逐艦のうち、2~3隻は毎年海外派兵（清海部隊）に動員されている。そのうち1隻はソマリア・アデン湾沖で海賊退治の任務を遂行し、1隻は任務交代のために移動、もう1隻は任務を終えて韓国に帰還し母港に停泊して修理・整備に入る。清海部隊に派遣される艦以外であると、1隻は下半期巡航訓練のため海外へ出発する。もう1隻は2年ごとに開かれる環太平洋合同演習（RIMPAC）に参加する。この他にも兵器展示会や国際観艦式などに頻繁に動員されている。国防日報2014年4月29日号によると、清海部隊としてアデン湾に派遣する艦艇を忠武公李舜臣級だけではなく広開土大王級駆逐艦やフリゲートに拡大する案が検討されている。
2007年5月、射撃訓練中のDDH-976（文武大王艦）で、砲弾が爆発して砲身が破裂する事故が発生していた。 -中央日報
2005年6月28日、「忠武公・李舜臣」がイギリスのポーツマスにて行われたトラファルガーの海戦200周年記念国際観艦式に招待された折、プレスセンター内にて同艦の取材を希望する記者の呼び出しをするイギリス海軍広報担当官が、艦名を読むことが出来なかったことがある。